# GEKA (Unternehmen)
Die GEKA GmbH ist ein Hersteller von Bürsten, Applikatoren sowie von kompletten Verpackungssystemen für die Kosmetikindustrie. Das Unternehmen ist Spezialist für Kunststoffbürsten, die im Spritzgussverfahren hergestellt werden.

## Geschichte
GEKA wurde 1925 von Georg Karl in Bechhofen (Kreis Ansbach) als Pinselfabrik für die Herstellung von Pinseln aller Arten gegründet.
Zunächst wurden Kosmetikpinsel, beginnend mit Nagellackpinseln, dann erfolgte eine Erweiterung auf Puderpinsel, Eyeliner und Mascara-Bürstchen, produziert. Danach wurde auf Kunststoffverarbeitung umgestellt. In den folgenden Jahren erfolgte die zunehmende Fokussierung auf Mascara. Ab 1970 spezialisierte man sich auf die Entwicklung und Herstellung von Premium-Applikatoren für die Kosmetikindustrie. 1971 wurde die Handelsdivision VICTORIA erworben, welche heute unter GEKA Accessories läuft. Diese umfasst diverse Handelsprodukte für den Beauty-Bereich. Schließlich wurde 1983 ein Baukastensystem eingeführt, welches für die freiverkäuflichen Produktlinien verwendet wird.
Während der Beteiligung von Halder an Geka Brush wuchs der Umsatz von 39 Mio. Euro im Jahr 1999 auf ungefähr 58 Mio. Euro im Jahr 2004. Geka verfügte 2004 über 459 Mitarbeiter und produzierte an zwei Produktionsstandorte in Bechhofen in Deutschland und in Stanley in Großbritannien. Equita, eine Mittelstandsbeteiligungsgesellschaft der Quandt-Familie, erwarb GEKA im Jahr 2004. In den Jahren 2005/2006 brachte GEKA die ersten gespritzten Kunststoffbürsten für Wimperntuschen auf den Markt.
Halder kaufte GEKA 2007 mit dem Co-Investor Idinvest (früher AGF Private Equity) von der Beteiligungsgesellschaft Equita. 2008/09 wurden Produktionsstätten in Elgin, Chicago und ein Vertriebsbüro in Paris eröffnet. 2009/10 erfolgte die Umfirmierung von GEKA Brush zu GEKA GmbH, zudem wurde das Portfolio des Unternehmens umstrukturiert. 2011 erfolgte die Einführung von Full-Service-Aktivitäten mit einer eigenen Abfüllanlage.
2012 wurde ein Mehrheitsanteil an GEKA von dem britischen Finanzinvestor 3i übernommen, wobei die GEKA-Gruppe 650 Mitarbeiter hatte und 2011 einen Umsatz von 110 Mio. Euro 2011 erwirtschaftete. Unter 3i ist Geka nach Asien und Lateinamerika expandiert, hierfür wurden 2015 GEKA do Brasil und GEKA Asia Pacific gegründet. Das Unternehmen eröffnete einen Produktionsstandort in São Paulo sowie eine Vertriebsniederlassung in Shanghai. Zudem wurde die GEKA Oehlhorn GmbH & Co KG i.I., ein deutscher Hersteller von Kunststoff- und Metallkomponenten, ansässig in Bamberg gegründet. Im selben Jahr erfolgte die Gründung der 3 Divisionen GEKA Beauty, GEKA Healthcare und GEKA Accessories.
Im Jahr 2016 wurde GEKA vom Schweizer Industriekonzern Sulzer übernommen und ist nun Teil deren Division „Applicator Systems“. Laut eigenen Angaben wollte das Unternehmen mit der 260 Millionen Euro schweren Übernahme seine profitabelste Sparte Chemtech stärken, die Kunststoffteile durch Spritzguss herstellt.

## Geschäftsfelder
Als Pinselfabrik im Jahr 1925 durch Georg Karl gegründet, folgte die Herstellung von Kosmetikapplikatoren mit Fokus auf Mascara und Kunststoffverarbeitung. Heute teilt es sich in die Geschäftsfelder:
- GEKA Beauty für den Bereich Flüssigkosmetik für die Applikationsgebiete Mascara, Lipgloss, Eyeliner, flüssige Lidschatten, Foundation, Concealer, Nagellack und -pflege. Auch Fertigprodukte sind Teil des Produktportfolios.

- GEKA Accessories der zweite Geschäftsbereich der GEKA Gruppe. Das in Königshofen ansässige Unternehmen designt, entwickelt und beschafft Accessoires für internationale Kosmetikmarken und Einzelhändler, wie z. B. Pinsel, Puderquasten, Make-Up-Schwämme, Körperaccessoires, Haarprodukte sowie Wellness- und Massageartikel.

## Standorte
Der Unternehmenshauptsitz befindet sich in Bechhofen, Deutschland. Weitere Fertigungsstätten befinden sich in Bamberg, Deutschland, sowie in Elgin, USA, und São Paulo, Brasilien. Globale Präsenz wird durch Vertriebsbüros in Paris, Los Angeles, New York und São Paulo sichergestellt. Ein Einkaufsbüro ist in Shanghai ansässig. Der Standort in Bamberg wird 2020 geschlossen.